# Christa Ludwig
Christa Ludwig (Berlim, 16 de março de 1928 – Klosterneuburg, 24 de abril de 2021) foi uma mezzo-soprano alemã. Com uma carreira que durou da década de 1940 até ao começo da década de 1990.
Ludwig nasceu em Berlim em uma família musical, seu pai, Anton Ludwig foi um tenor e um administrador operístico, sua mãe, a mezzo-soprano Eugenie Besalla-Ludwig que cantou na Ópera Aachen durante o período que Herbert von Karajan foi diretor musical. A primeira professora de canto de Ludwig foi sua própria mãe. Ludwig fez sua estreia em 1946 aos dezoito anos de idade como Orlovsky em Die Fledermaus (Richard Strauss) em Frankfurt, onde ela cantou até 1952. Ela também foi membro da Ópera de Darmstadt de 1952 até 1954 e de 1954 até 1955 ela cantou na Ópera Estatal de Hannover. Ela também trabalhou na Ópera Estatal de Viena em 1955, onde ela se tornou a principal artista e foi apontada a Kammersängerin em 1962 e fez performance com a companhia por mais de trinta anos. Em 1954, Ludwig fez sua estreia no Festival de Salzburgo como Cherubino em Le Nozze di Figaro e apareceu no festival regularmente até 1981. Ludwig fez sua estreia como Brangäne em Tristan und Isolde no Festival de Bayreuth em 1966. Em 1960 ela interpretou Adalgisa ao lado de Maria Callas (que interpretou Norma) na ópera Norma de Bellini. A sua estreia nos Estados Unidos aconteceu na Ópera Lírica de Chicago como Dorabella em Così Fan Tutte em 1959. No mesmo ano, ela fez sua estreia no Metropolitan Opera como Cherubino e consequentemente ela cantou cento e vinte e uma performances até 1993, incluindo a estreia de Die Frau ohne Schatten no Met. Ludwig apareceu pela primeira vez no Royal Opera House, Covent Garden em 1969 como Amneris em Aida.
Com a voz de Ludwig mais madura, ela expandiu seu repertório do mezzo- lírico e spinto para papéis dramáticos. Seu vasto repertório incluiu Carmen, Ulrica (Un Ballo in Maschera de Giuseppe Verdi), Octavia (L'incoronazione di Poppea de Claudio Monteverdi), Dido (Les Troyens de Hector Berlioz), Kundry (Parsifal de Richard Wagner), Klytemnestra (Elektra de Richard Strauss), Lady Macbeth (Macbeth de Verdi), Dyer (Die Frau ohne Schatten de Strauss), Marchallin (Der Rosenkavalier de Strauss), Leonore (Fidelio de Ludwig van Beethoven) e papéis de obras contemporâneas. Fora performances operísticas, ela também apresentava recitais frequentemente. Suas performances de Franz Schubert, Robert Schumann, Johannes Brahms, Hugo Wolf, Gustav Mahler e Richard Strauss foram muito admiradas e aclamadas.
Foi agraciada três vezes com o Grammy Award, dois em melhor gravação de ópera pelo desempenho nas óperas Die Walküre (1989) e Das Rheingold (1990), ambas compostas por Richard Wagner, e um em melhor álbum de música clássica por Candide do Leonard Bernstein (1991).
A última performance de Ludwig foi na ópera Elektra na Ópera Estatal de Viena em 1994.

## Vida pessoal
De 1957 até 1970, Ludwig foi casada com o baixo-barítono Walter Berry. O casal apresentava junto frequentemente. Em 1972 ela casou-se com o diretor de cenário francês Paul-Emile Deiber.
Morreu em 24 de abril de 2021, aos 93 anos de idade, em Klosterneuburg.